# Kleinothraupis
Kleinothraupis — рід горобцеподібних птахів родини саякових (Thraupidae). Представники цього роду мешкають в Андах.

## Таксономія і систематика
Представників роду Kleinothraupis раніше відносили до роду Зеленяр (Hemispingus). Однак молекулярно-філогенетичне дослідження, результати якого були опубліковані у 2014 році, показало, що рід Hemispingus був поліфілітичним. За результатами подальшої реорганізації п'ять видів були переведені з роду Зеленяр (Hemispingus) до новоствореного роду Kleinothraupis.

## Види
Виділяють п'ять видів:
- Зеленяр сіроголовий (Kleinothraupis reyi)
- Зеленяр білобровий (Kleinothraupis atropileus)
- Зеленяр широкобровий (Kleinothraupis auricularis)[6]
- Зеленяр золотобровий (Kleinothraupis calophrys)
- Зеленяр перуанський (Kleinothraupis parodii)

## Етимологія
Наукова назва роду Kleinothraupis походить від сполучення імені американської орнітологині Недри Кетрін Кляйн (1951–2001) і слова дав.-гр. θραυπις — дрібний птах (в орнітології означає птаха з родини саякових).